# Juan d'Ors
Juan d'Ors (Madrid, España, 8 de diciembre de 1957) es un cantante, músico, actor y actor de doblaje, escritor y productor español, además de divulgador de “Tintín”. Es nieto del filósofo y crítico de arte Eugenio d’Ors.

## Biografía
Juan es hijo de Juan Pablo d’Ors Pérez, médico humanista, y de María Luisa Fuhrer, filóloga.
En abril de 1984 colaboró con la revista de la postmodernidad La Luna de Madrid, publicando un manifiesto ético/estético sobre la corriente de la “línea clara”, el estilo Tintín. Su texto provocó polémica anticipando la nueva polémica que surgiría en octubre del mismo año con motivo de la exposición “El Museo Imaginario de Tintín” organizada por la Fundación Miró  de Barcelona.
Sus novelas Belisa y el explorador de almas y No podrás ser feliz fueron elegidas consecutivamente para la última votación de los Premios Planeta en 1984 y 1985, aunque no llegó a publicarlas. Puede decirse que la mayor parte de su obra narrativa, escrita entre la niñez y su matrimonio y abundante y continuada, prácticamente es inédita.
En 1985 comenzó a trabajar como actor de doblaje. En 1988 publicó su ensayo Tintín, Hergé… y los demás, considerado hoy un texto precursor y una de las mejores síntesis escritas sobre el trabajo narrativo y estético del maestro belga, libro reeditado en 1989.
Se casó en 1990 con Mónica Rabasa, con la que tuvo su único hijo, Jorge.
En 1991 empezó a dirigir versiones españolas de doblaje, y participó como cantante, además de como actor, en series y películas en años sucesivos.
Su traducción de Por un sí o por un no —obra teatral de la francesa Nathalie Sarraute— fue publicada en 1994 y saludada por críticos especializados como Lorenzo López Sancho, en ABC (periódico). La suya fue la primera versión española del texto, y conoció años después una adaptación al habla mexicana en ese país, edición esta enriquecida con notas del propio Juan d’Ors.
En 1999 se separó de su mujer.
En 2003, después de distintos precedentes en años anteriores, se consagró como cantante, rompiendo el maleficio que su padre (fallecido en 1995) había lanzado contra esta su vocación principal.
Poco a poco se fue rodeando de los músicos que necesitó en cada momento y dependiendo de su propia evolución musical: Olivier Chauzu, Adán Latonda, Gonzalo Rabasa, Jordi Pinyol, Albert Anguela, Félix Arribas, Daniel García, Costanzo Laini, Donato Goyeneche, Tomás Álvarez… entre otros. Con ellos intentó desplegar toda su sensibilidad e imaginación y utilizando todo tipo de estrategias de promoción.
Realizó durante dos años un considerable trabajo musical, produciendo, adaptando y transformando más de treinta canciones ajenas, cuyos bloques principales tituló “Tiempos” y “Latidos”. Casi simultáneamente grabó (siempre a partir de su propia voz) más de cuarenta piezas instrumentales propias – “Tic - tac; bom - bom” –, que, dice, espera poder estrenar en los próximos años con una orquesta de cámara.
Sin abandonar sus actividades literarias y actorales, Juan d’Ors está centrado en la actualidad en la música, como cantante, compositor, arreglista y productor. Le acompaña casi siempre una banda de seis músicos polivalentes e intercambiables.
Sus intereses actuales se focalizan en el videoclip: los dos primeros, junto al realizador Javier Cano; el tercero, junto al fotógrafo Ignacio Cerezo; el cuarto, un jingle o banda sonora, junto a la firma Posovisual; y en la futura constitución de un espacio permanente de cultura viva en algún lugar de España.
2014 es un año activo para Juan d'Ors. En junio realiza la grabación de treinta y dos versiones libres de The Beatles en la Sala Galileo Galilei de Madrid, con un sonido muy puro y en formato acústico y minimalista, a la manera de un cantautor, cuidando de la dinámica. Acompañado por Diana Valencia, Daniel Saavedra, Javier Simón y William Carreazo, el vídeo puede consultarse en dos partes en su canal. En septiembre publica el making-of y el videoclip de Flamenco, su quinta obra, un personal homenaje al cincuenta aniversario de Los Brincos. Rodada en Cádiz en compañía de varios grupos de sketchers o dibujantes urbanos, la película tiene página oficial en Facebook y se presentará al certamen Musiclip festival (Barcelona/Bogotá) en 2015.

## Obras

### Música
- Trovadores de silencios (Libro/disco. Calambur, 2010)
- Canción de Navidad (Audio-Libro. Karonte-Nuba Records, 2006)
- Flamenco (Un videoclip de Juan d'Ors) (septiembre de 2014)
- Pasado (El videoclip) (junio de 2013)
- Tiempos (El videoclip) (julio de 2011)
- Eleanor Rigby (diciembre de 2010, clip)
- Himno a Venus (marzo de 2010, clip)
- Juan d'Ors canta Beatles (2012-2014, espectáculo)[28]
- Tiempos – Una suite de canciones (2009 - 2011, espectáculo)[29]
- Juan d'Ors canta a  Lluís Llach  (2004 - 2007, espectáculo).

### Literatura
- Monólogos (Revista “El Invisible Anillo” nº 2, diciembre de 2006).
- Por un sí o por un no (Traducción de la obra de Nathalie Sarraute. Publicaciones de la ADE, Madrid, 1994. Y Ediciones El Milagro, México DF, 2000).
- Tintín, Hergé... y los demás (Ensayo. Ediciones Libertarias, 1988 y 1989).
- No podrás ser feliz (Última votación Premio Planeta 1985; novela inédita).
- Belisa y el explorador de almas (Última votación Premio Planeta 1984; novela inédita).

### Doblajes
- B. D. Wong en, entre otras obras, la serie Ley y Orden: Unidad de Víctimas Especiales y la película Focus
- Lou Reed en 'Tan lejos, tan cerca', de Wim Wenders
- Robert Wagner
- Andrew McCarthy
- Rob Schneider
- Timothy Spall
- Antonio Fargas
- Lou Diamond Phillips
- Tintín (en ‘Las aventuras de Tintín’)
- Ray (en ‘Cazafantasmas’)
- Tom (en ‘Nicolás’)
- Una rata macho (en ‘La Escuela del Rinoceronte’)
- Koji (en ‘Medabots’)
- Kiba (en ‘Naruto’)
- Ojo de Pez (‘Sailor Moon Super S’)
- Jesse  (en ‘Bakugan’)
- El padre (en ‘Los Monstruos de Brady’)
- Darwin (en ‘Los Thornberrys’)
- Jesucristo y Hitler (en ‘Padre de Familia’)
- Matt Groening (en ‘Los Simpsons’)
- Pesadillo (en ‘Sam Sam’)

### Director - adaptador - cantante - director musical
- Los Superminihéroes (donde adaptó, dirigió y cantó la cabecera)
- Piezas (Canal+)
- Parejas Y ladrones
- Student body
- La única verdad
- Life is sweet (de Mike Leigh)
- El sueño de una noche de verano (célebre obra de William Shakespeare en una producción de la BBC).
- Las aventuras de Tintín
- Duckman
- Santo Bugito